# White Signal (Nuevo México)
White Signal es un lugar designado por el censo ubicado en el condado de Grant en el estado estadounidense de Nuevo México. En el Censo de 2010 tenía una población de 181 habitantes y una densidad poblacional de 10,85 personas por km².

## Geografía
White Signal se encuentra ubicado en las coordenadas 32°34′4″N 108°20′57″O / 32.56778, -108.34917. Según la Oficina del Censo de los Estados Unidos, White Signal tiene una superficie total de 16.68 km², de la cual 16.66 km² corresponden a tierra firme y (0.14%) 0.02 km² es agua.

## Demografía
Según el censo de 2010, había 181 personas residiendo en White Signal. La densidad de población era de 10,85 hab./km². De los 181 habitantes, White Signal estaba compuesto por el 95.03% blancos, el 1.1% eran afroamericanos, el 0.55% eran amerindios, el 0% eran asiáticos, el 0% eran isleños del Pacífico, el 1.66% eran de otras razas y el 1.66% pertenecían a dos o más razas. Del total de la población el 15.47% eran hispanos o latinos de cualquier raza.